# Lobélie brûlante
Lobelia urens
Espèce
Classification phylogénétique
La lobélie brûlante ou cardinale des marais (Lobelia urens) est une plante herbacée de la famille des Campanulacées.

## Description
C'est une plante moyenne (15-40 cm de hauteur), assez discrète, qui pousse dans les endroits humides.
Les fleurs sont petites (5 mm), bleu pâle indigo.

### Caractéristiques
Organes reproducteurs
- Couleur dominante des fleurs : bleu indigo
- Période de floraison : juillet-octobre
- Inflorescence : cyme unipare hélicoïde
- Sexualité : hermaphrodite
- Ordre de maturation :
- Pollinisation : entomogame

Graine
- Fruit : capsule
- Dissémination : épizoochore

Habitat et répartition
- Habitat type : prés tourbeux médioeuropéens, acidophiles, mésothermes-atlantiques
- Aire de répartition : atlantique

Données d'après : Julve, Ph., 1998 ff. - Baseflor. Index botanique, écologique et chorologique de la flore de France. Version : 23 avril 2004.